# Aphis patagonica
Aphis patagonica är en insektsart som beskrevs av Blanchard 1944. Aphis patagonica ingår i släktet Aphis och familjen långrörsbladlöss. Inga underarter finns listade i Catalogue of Life.